# Turó d'en Roure
El Turó d'en Roure és una muntanya de 449 metres que es troba al municipi de Vilassar de Dalt, a la comarca del Maresme.